# Hydrophis peronii
Hydrophis peronii is een slang uit de familie koraalslangachtigen (Elapidae) en de onderfamilie zeeslangen (Hydrophiinae).

## Naam en indeling
De wetenschappelijke naam van de soort werd voor het eerst voorgesteld door André Marie Constant Duméril in 1853. Oorspronkelijk werd de wetenschappelijke naam Acalyptus Peronii gebruikt. De soort behoorde lange tijd tot het geslacht Acalyptus, waardoor de verouderde wetenschappelijke naam in de literatuur wordt gebruikt. Het was daarna lange tijd de enige soort uit het monotypische geslacht Acalyptophis, dat eveneens niet meer wordt erkend. De soortaanduiding peronii is een eerbetoon aan de Franse natuuronderzoeker François Auguste Péron (1775 - 1810), die het holotype verzamelde.

## Uiterlijke kenmerken
Hydrophis peronii bereikt een lichaamslengte tot ongeveer 125 centimeter, de staart is zijwaarts afgeplat. De kleine kop is niet duidelijk te onderscheiden van het lichaam door het ontbreken van een duidelijke insnoering. Een aantal schubbne op de kop draagt stekel-achtige projecties. Hieraan is de Engelstalige naam 'horned sea snake' (gehoornde zeeslang) te danken. De slang heeft 23 tot 31 rijen schubben in de lengte op het midden van het lichaam, soms 21 tot 32. De schubben aan de rugzijde zijn gekield. Er 142 tot 222 schubben gelegen aan de buikzijde.

## Levenswijze
Hydrophis peronii heeft zich gespecialiseerd in het jagen op grondels (Gobiidae), kleine vissen die zich ingraven in de zeebodem. De vrouwtjes zetten geen eieren af maar baren levende jongen die volledig ontwikkeld ter wereld komen. Gemiddeld worden tien jongen per keer geworpen. De slang is giftig en wordt beschouwd als gevaarlijk voor mensen.

## Verspreiding en habitat
De soort komt voor in delen van de zeeën en landen Golf van Thailand, Zuid-Chinese Zee, Straat van Taiwan (Vietnam, Thailand, China, Indonesië, Filipijnen, Papoea-Nieuw-Guinea, Nieuw-Caledonië en Australië). De habitat bestaat uit ondiepe kuststreken met een zanderige bodem of in koraalriffen. De soort is aangetroffen tot een diepte van ongeveer 60 meter onder het zee-oppervlak.

## Beschermingsstatus
Door de internationale natuurbeschermingsorganisatie IUCN is de beschermingsstatus 'veilig' toegewezen (Least Concern of LC).